# إليزابيث بيكون كاستر
إليزابيث بيكون كاستر هي صحفية أمريكية، ولدت في 8 أبريل 1842 في مونرو في الولايات المتحدة، وتوفيت في 4 أبريل 1933 في نيويورك في الولايات المتحدة.